# Corydoras robustus
Corydoras robustus är en fiskart som beskrevs av Han Nijssen och Isbrücker, 1980. Corydoras robustus ingår i släktet Corydoras och familjen Callichthyidae. Inga underarter finns listade i Catalogue of Life.